# Centreville (Alabama)
Centreville é uma cidade localizada no estado americano do Alabama, no Condado de Bibb.

## Demografia
Segundo o censo americano de 2000, a sua população era de 2466 habitantes.
Em 2006, foi estimada uma população de 2505, um aumento de 39 (1.6%).

## Geografia
De acordo com o United States Census Bureau, a localidade tem uma área de 25,2 km², dos quais 24,7 km² cobertos por terra e 0,5 km² cobertos por água.

## Localidades na vizinhança
O diagrama seguinte representa as localidades num raio de 32 km ao redor de Centreville.